# Джон Агард
Джон Агард FRSL (нар. 21 червня 1949, Британська Гвіана) — афро-гаянський драматург, поет і дитячий письменник, який зараз живе у Великій Британії. У 2012 році він отримав золоту медаль королеви за поезію. У листопаді 2021 року він отримав нагороду BookTrust за життєві досягнення.

## Біографія
Агард виріс у Джорджтауні, Британська Гвіана (нині Гаяна). Він любив слухати коментарі про крикет по радіо та почав вигадувати власні, що викликало любов до мови. Він досяг вивчення англійської, французької та латинської мов до Рівня А. Перші вірші він опублікував, коли навчався у шостому класі. Школу залишив у 1967 році. Він викладав мови, які вивчав, і працював у місцевій бібліотеці. Агард також працював помічником редактора та писав власні статті у «Guyana Sunday Chronicle», опублікувавши дві книги, поки він ще мешкав у Гаяні.
Його батько (Тед) оселився у Лондоні, й Агард переїхав до Великої Британії зі своєю партнеркою Ґрейс Ніколс у 1977 році, оселившись в Айронбриджі, графство Шропшир. Працював в Інституті співдружності та BBC у Лондоні.
Серед його нагород премію Пола Гемліна за поезію 1997 року, премія Чалмлі 2004 року та Золота медаль королеви за поезію 2012 року. У листопаді 2021 року він став першим поетом, який отримав премію BookTrust за життєві досягнення.
У 2008 році Агард став поетом-резидентом Національного морського музею. Його вірші «Half Caste» і «Checking Out Me History» були представлені в антології AQA English GCSE з 2002 року, це означає, що багато студентів (віком 13–16) вивчає його роботи для отримання кваліфікації GCSE з англійської мови.
Архівні літературні записи, що складаються з «листів і коректур, які стосуються опублікованих поетичних творів Джона Агарда», зберігаються у спеціальних колекціях Ньюкаслського університету, в архіві Bloodaxe Books.
Агард живе у Льюїсі, Східний Сассекс, зі своєю партнеркою, гаянською поетесою Ґрейс Ніколс.

### Редактор
- Life Doesn't Frighten Me at All. Heinemann, 1989
- A Caribbean Dozen (co-edited with Grace Nichols). Walker Books, 1994
- Poems in My Earphone. Longman, 1995
- Why is the Sky?. Faber and Faber, 1996
- A Child's Year of Stories and Poems (with Michael Rosen and Robert Frost). Viking Children's Books, 2000
- Hello New!: New Poems for a New Century. Orchard, 2000
- Under the Moon and Over the Sea (co-editor with Grace Nichols). Walker Books, 2002

## Нагороди
- Премія Каса-де-лас-Амерікас (Куба) за «Man to Pan».
- 1987: Книжкова премія Nestlé Smarties (короткий список) за «Lend Me Your Wings»
- 1995: Nestlé Smarties Book Prize (бронзова нагорода) (категорія 6–8 років) за книгу «We Animals Would Like a Word With You»
- 1997: Премія Пола Гемліна за поезію
- 2004: Премія Чамлі
- 2007: British Book Awards Decibel Письменник року (короткий список) за «We Brits»
- 2007: обраний членом Королівського товариства літератури[11]
- 2009: Поетична нагорода Центру грамотності у початковій освіті за «The Young Inferno»[12]
- 2012: Золота медаль королеви за поезію[13]
- 2021: Премія BookTrust за життєві досягнення[14]

## Додаткове читання
- Shoot Me with Flowers, Британська бібліотека, 23 листопада 2021 р. — перша книга віршів Асгарда, придбана для колекції Британської бібліотеки
- «Джон Агард: викликаючи хвилі на BBC» . Товариство поезії.
- John Agard (містить повну бібліографію)
- Джон Агард у Національному морському музеї
- Приклад, коли Джон Агард читає свою поезію — "Listen Mr Oxford don" на YouTube.